# Krzyżanowice
Krzyżanowice (in tedesco Kreuzenort) è un comune rurale polacco del distretto di Racibórz, nel voivodato della Slesia.
Ricopre una superficie di 69,67 km² e nel 2004 contava 11 492 abitanti.